# Llista de marcgravis de Baden
Llista de margraus de Baden

## Margraus de Backnanj-Murggau
- Bertold el Barbut (Duc de Caríntia, Margrau de Verona) 1061-1073
- Hermann I 1073
- Hermann II 1073-1130 (margrau de Baden 1112)

## Margraus deBaden
- Hermann III 1130-1160
- Hermann IV 1160-1190

## Margraus deBaden-Baden
- Hermann V 1190-1242
- Hermann VI (Duc d'Àustria 1248) 1242-1250
- Frederick I (Duc d'Àustria 1250) 1250-1268
- Rodolf I 1250-1288
- Hesso 1288-1297
- Rodolf II 1288-1295 ..
- Hermann VII el Despert 1288-1291
- Rodolf III 1288-1332
- Rodolf Hesso 1297-1335

## Margraus de Baden-Pforzheim, després Baden-Baden
- Rodolf IV 1291-1348
- Hermann VIII 1291-1300
- Frederic III 1348-1353
- Rodolf VI l'Alt 1353-1372
- Bernat I 1372-1431
- Rodolf VII 1372-1391
- Jacob 1431-1453
- Bernat II 1453-1458
- Carles I 1453-1475
- Cristobal I 1475-1515

## Margraus de Baden-Eberstein
- Frederic II 1291-1333
- Hermann IX 1333-1353
- A Baden-Pforzheim

## Margraus de Baden-Pforzheim
- Rodolf IV 1291-1348
- Hermann VIII 1291-1300
- Rodolf V el Despert 1348-1361
- A Baden-Baden

## Margraus de Baden-Sponheim
- Felip I 1515-1533
- A Baden-Baden

## Margraus de Sponheim
- Bernat III 1515-1536
- Filibert 1536-1569
- Felip II 1569-1588
- A Baden-Rodemachern 1588-1596
- A Baden-Durlach 1596-1622
- Guillem 1622-1677
- Lluís Guillem 1677-1707
- Lluís Jordi Simpert 1707-1761
- August Jordi Simpert 1761-1771
- A Baden Durlach 1771

## Margaus de Baden-Rodemachern
- Cristobal II 1536-1575
- Eduard Fortunat 1575-1596
- A Baden-Durlach 1596-1622
- Herman Fortunat 1622-1664
- Carles Guillem 1664-1666
- A Baden-Baden 1666

## Margraus de Baden-Rodenheim
- Felip III 1575-1620
- A Baden-Baden

## Margraus deRotheln-Sausenberg
- Rodolf I 1290-1313
- Enric 1313-1318
- Rodolf II 1313-1352
- Otó 1313-1384
- Rodolf III 1352-1428
- Guillem 1428-1441
- Hug 1441-1444
- Rodolf IV 1441-1487
- Felip (Príncep d'Orange 1478-82) 1487-1503
- A Baden-Baden 1503-1577
- Jordi Frederic 1577-1604
- Agafa el nom de Baden-Durlach.

## Margraus deBaden-Durlach
- Ernest 1515-1553
- Carles II 1553-1577
- Ernest Frederic 1577-1604
- Jordi Frederic de Saufenburg 1604-1622
- Frederic V de Baden-Durlach 1622-1659
- Frederic VI de Baden-Durlach 1659-1677
- Frederic VII de Baden-Durlach 1677-1709
- Carles Guillem de Baden-Durlach 1709-1738
- Carles Frederic de Baden (Elector el 1803; Gran duc 1806) 1738-1811
- Carles de Baden 1811-1818
- Lluís I de Baden 1818-1830
- Leopold de Baden 1830-1852
- Lluís II de Baden 1852-1856
- Frederic I de Baden 1856-1907
- Frederic II de Baden 1907-1918

## Margraus deBaden-Hochberg
- Enric I 1190-1231
- Enric II 1231-1290
- Enric III 1290-1330
- Enric IV 1330-1369
- Otó I 1369-1386
- Joan 1386-1409
- Hesso 1386-1410
- Otó II 1410-1415
- A Baden-Baden 1415-1577
- Jacob II 1577-1590
- Ernest Jacob 1590-1591
- A Baden-Durlach

## Línies principals
- Margraus de Buknanj-Murggau, després Baden
  - Margraus de Baden-Baden
  - Margraus de Baden-Hochberg.
    - Margraus de Baden-Hochberg, extinta 1418, a Baden-Baden reanomenada Baden-Hochberg
    - Margraus de Rotheln-Sausenberg, extinta 1503 a Baden-Hochberg

- Baden Hochberg Rotheln Sausenberg, partició 1527
  - Margraus de Baden-Baden
    - Margraus de Baden-Baden.
    - Margraus de Baden-Durlach